# Arne Toonen
Arne Toonen (9 gennaio 1975) è un regista olandese.

## Vita privata
È stato sposato con Birgit Schuurman dal 2008 al 2019. La coppia ha avuto un figlio. 

## Filmografia
- Dik Trom (2010)
- Black Out  (2012)
- De Boskampi's (2015)
- Baantjer: Het Begin (2019)
- Van der Valk - serie TV (2023)